# Сеїт-Халіль Челебі
Сеїт-Халіль Челебі (Циганська мечеть, Токал-Джамі) — колишня мечеть у Старому місті Сімферополя, в Центральному районі, що розташована за адресою провулок Горбистий, 7. Будівля мечеті була побудовано в середині XIX століття. За радянських часів мечеть була перетворена в багатоквартирний будинок.

## Історія
Кам'яна мечеть Сеїт-Халіль Челебі побудована в 1859—1860 році (за іншими даними — в 1856 році) у районі Циганської Слобідки. Ініціатором будівництва став Хаджі Сеїт-Халілі Челебі. У 1833 році його призначили міським каді, а пізніше — кадіаскером. У 1849 році був одним із претендентів на посаду муфтія Криму.
Спочатку будівля складалася з одного поверху зального типу. Більшу частину приміщення займав молитовний зал. У північній частині розташовувався вестибюль і дерев'яний махфіль (балкон), із дерев'яними сходами. У південній частині будівлі містився міхраб. Стеля та підлога були виконані з дерева.
Наприкінці XIX століття — початку XX століття вдова капітана Абдураманчикова — поміщиця Аджі-Шейх Аліме Султан Абдураманчикова профінансувала будівництво мінарету в османському стилі в північно-західному куті будівлі. Мінарет мав 72 східці та коштував 1500 рублів. Імамом мечеті у цей час був Бекір Ефенді. Мечеть тоді мала подвір'я площею близько 1000 квадратних метра і вакф, що складався з ряду домоволодінь поблизу мечеті (зараз це будинки № 58, 64, 66 на вулиці Кладовищенській).
У 1913 році в мечеті Сеїт-Халіль Челебі вперше на півострові хутба (проповідь) була прочитана азербайджанською мовою, а не арабською.
У середині 1920-х років головою громади при мечеті був Яг'я Куртамет, секретарем — Сулейман Яг'я Кариков, імамом і хатибом — Ісмаїл Сулейман-оглу Аірчинський, муедзином — Ісмаїл Босна. У цей же час від радянських органів вийшла постанова про сплату громадою податку на молитовний будинок, сума якого становила 28 рублів 76 копійок.
Згідно з постановою Президії ЦВК Кримської АРСР від 25 жовтня 1931 року, мечеть була закрита. Відповідно до опису на момент закриття, мечеть мала дах із черепиці, вісім великих і вісім малих вікон, одноповерхова будівля школи з двох кімнат і службового приміщення. Пізніше в будівлі розташувалися «Татарські дитячі ясла 14-ї Річниці Жовтня» і майстерні кримськотатарської середньої школи-інтернату № 12. У середині 1930-х років мінарет мечеті був зруйнований. Мечеть неодноразово згадується у творах Дженгіза Дагджи, випускника школи-інтернату № 12.

Із 1940-х і по 1957 рік будинок слугував штабом радіотехнічного полку ППО Таврійського військового округу. Після цього воно було перероблено під двоповерховий житловий будинок із коридорним плануванням. Поруч із будинком розташовувалися дві могили, одна з них, яка належала, за словами однієї з місцевих мешканок, імаму, була знищена у 2000-і роки. Мечеть Сеїт-Халіль Челебі є єдиною культовою ісламською будівлею в Сімферополі, яка не була повернута громаді.

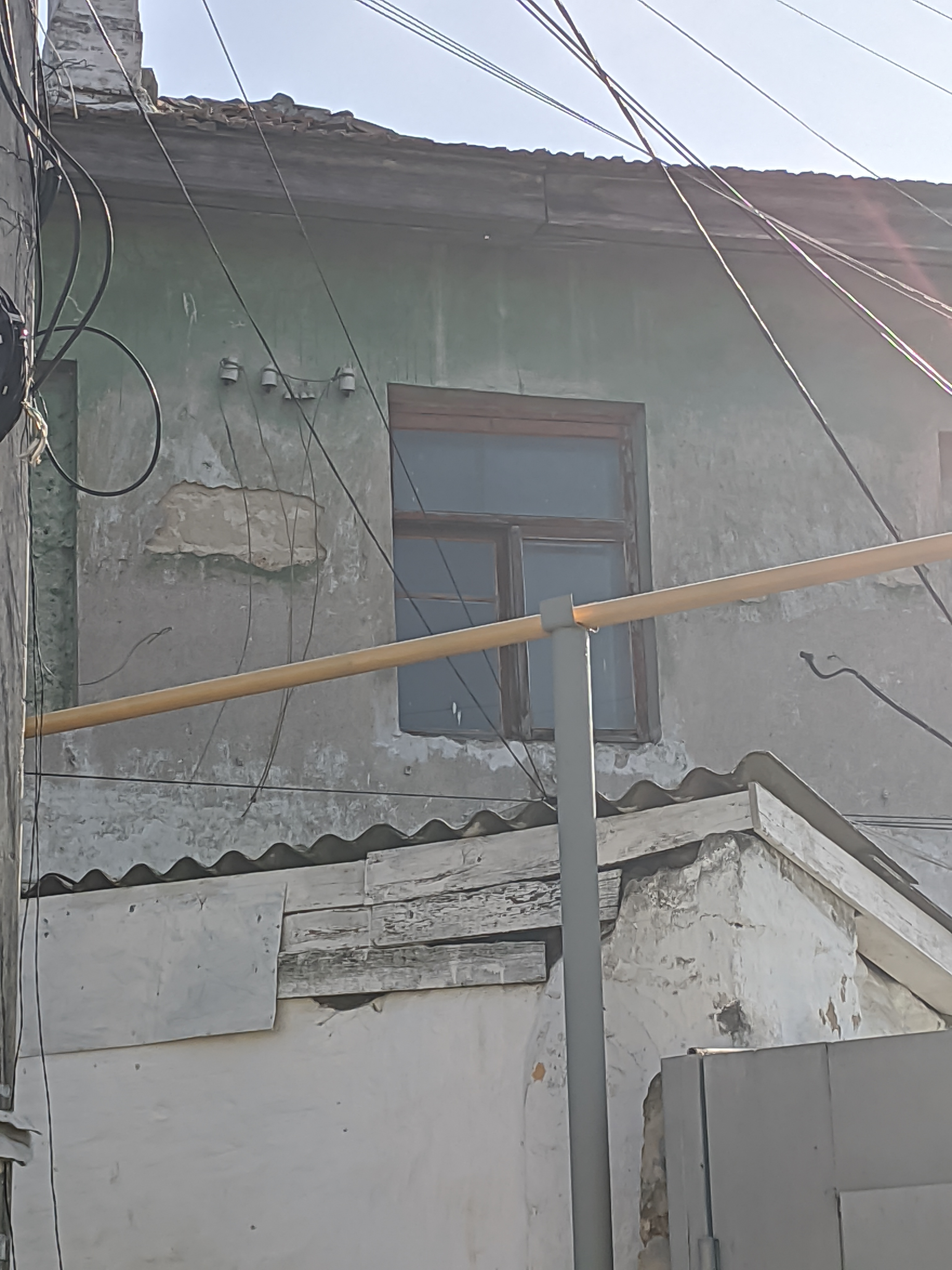
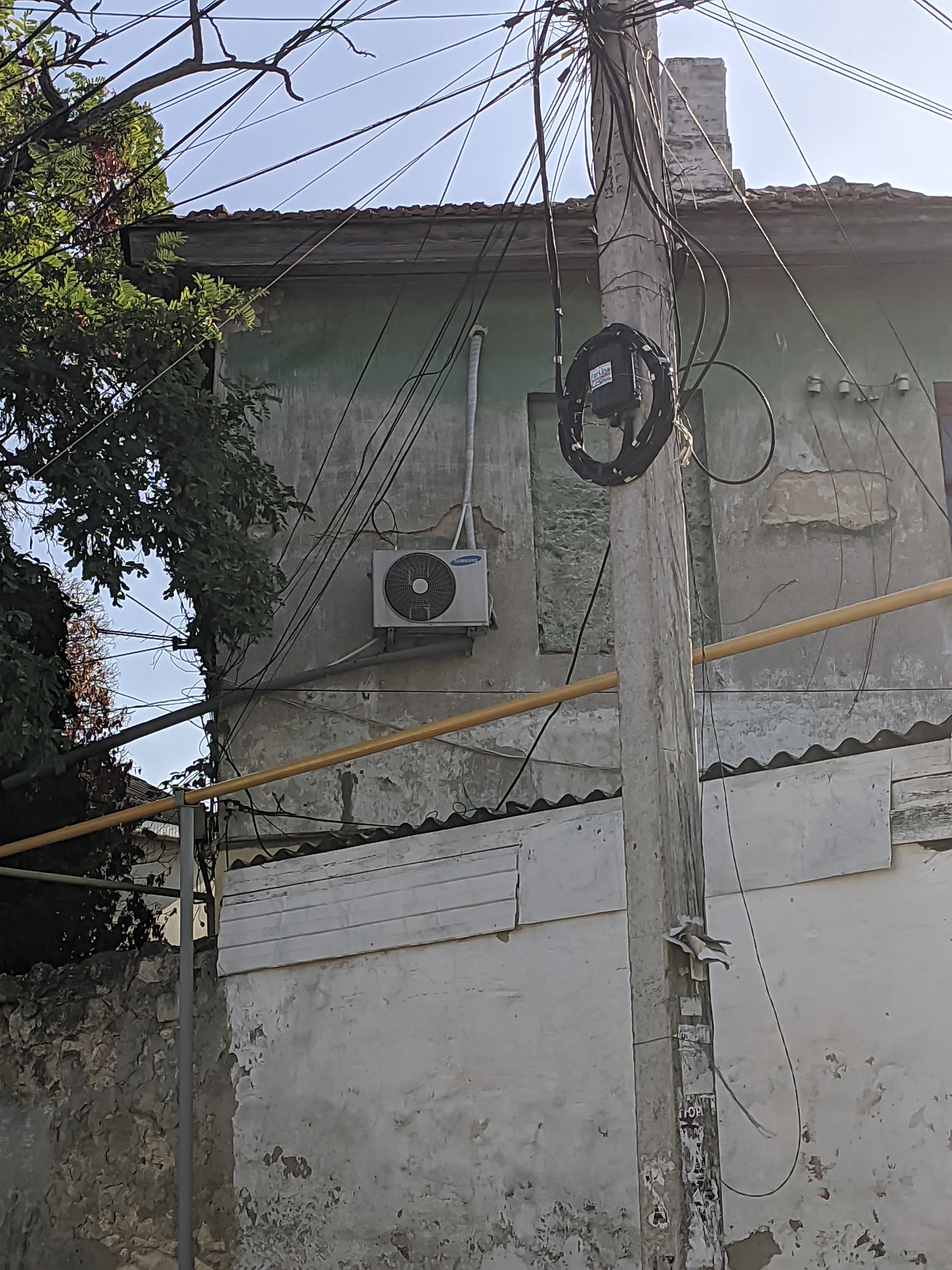